# Les Hommes du port
Pour plus de détails, voir Fiche technique et Distribution.
Les Hommes du port est un documentaire franco-suisse réalisé par Alain Tanner et sorti en 1995.

## Fiche technique
- Titre : Les Hommes du port
- Réalisation : Alain Tanner
- Scénario : Alain Tanner
- Photographie : Denis Jutzeler
- Son : Henri Maikoff
- Montage : Monika Goux
- Musique : Arvo Pärt
- Production : Arion Productions - Gaumont Télévision - La Sept - Les Films du Cyclope - Thelma Film AG - Télévision suisse romande
- Pays :  France -  Suisse
- Durée : 64 minutes
- Date de sortie : 15 juin 1995[1]

## Sélections
- Festival du film de Potsdam 1995[2]
- Cinéma du réel 1995[3]
- Visions du réel 1995[3]
- Festival international du film francophone de Namur 1996[2]
- Rencontres internationales du documentaire de Montréal 1998[2]